# Une enfant du siècle
Une enfant du siècle (рус. «Дитя века») — четвёртый студийный альбом французской певицы Ализе. Является её первым альбом на лейбле Jive Records/Epic, а также первым англо-франко-испаноязычным альбомом в карьере. Альбом утек в Интернет 19 марта 2010 года, презентация состоялась 29 марта в 18:00 по местному времени в Париже, Франция. В тот же день Ализе провела автограф-сесию в гипермаркете Virgin в Париже.
Альбом получил положительные отзывы критиков, которые хвалили радикальные перемены и сотрудничества, но критиковали предполагаемый недостаток энтузиазма в ее пении. Респонденты хвалили альбом за его зрелый характер, абстрактность и трезвость, музыкальное направление Ализе, назвав его ее "самой рискованной записью". Альбом вдохновлен и изображает жизнь американской актрисы Эди Седжвик.

## История
Тема альбома — жизнь американской модели Эди Седжвик от рождения до смерти, основанная на стиле Энди Уорхола. Он не упоминается в текстах песен, но в альбоме много отсылок к нему.
Музыкальный стиль альбома — электро-поп, лакмусовая бумажка между темными и светлыми оттенками цветов, перетекающими друг в друга, с глубокими и абстрактными текстами, в которых упоминается жизнь Седжвик и ее влияние на современную культуру с момента ее появления в СМИ, искусстве, политике и во всем, что связано с ней и Уорхолом. Седжвик упоминается в тексте песни и названа Factory Girl, что можно считать отсылкой к студии «Фабрика». Упоминается элита Нью-Йорка, а в некоторых интервью Ализе говорила, что она также ссылается на элиту Франции и Парижа.

## Создание
В начале 2009 года Ализе пришлось отменить концерт во Франции. Вскоре после этого она объявила о работе над своим будущим альбомом, звучание которого будет сильно отличаться от всех ее предыдущих альбомов. Он был выпущен во Франции 29 марта 2010 года.
Альбом был записан в Париже и Лондоне. Британский сайт Popjustice сообщал, что первый сингл был частично на английском языке и был назван «Limelight». 15 февраля 2010 года они разместили полную версию песни и отрывок из видеоклипа. Однако позже сам Popjustice подтвердил, что "Limelight" был тизерным синглом, а официальным синглом с четвертого альбома Ализе является «Les Collines (Never Leave You)".

## Список композиций
| №   | Название                         | Длительность |
| --- | -------------------------------- | ------------ |
| 1.  | «Éden, Éden»                     | 4:22         |
| 2.  | «Grand Central»                  | 3:24         |
| 3.  | «Limelight»                      | 5:10         |
| 4.  | «La Candida»                     | 2:16         |
| 5.  | «Les Collines (Never Leave You)» | 3:44         |
| 6.  | «14 décembre»                    | 3:20         |
| 7.  | «À cœur fendre»                  | 3:07         |
| 8.  | «Factory Girl»                   | 4:12         |
| 9.  | «Une fille difficile»            | 3:42         |
| 10. | «Mes fantômes»                   | 3:18         |

## Синглы
Первоначальной идеей было, что первым синглом с альбома станет «Limelight», так как это была первая композиция, попавшая в Интернет. Однако первым синглом стала песня «Les Collines (Never Leave You)». Клип на песню был выпущен 19 марта 2010 года на YouTube-канале Ализе.

## Чарты
| Чарт (2010)                           | Наивысшая позиция |
| ------------------------------------- | ----------------- |
| Бельгийские чарты альбомов (Wallonia) | 60                |
| Французские чарты альбомов            | 24                |
| Mixup music world Mexico              | 1                 |
| Virgin Variété Française Albums       | 11                |
| Mixup English Music                   | 8                 |
| Чарты цифровой музыки во Франции      | 8                 |
| Ultra Top Musica France               | 91                |
| Amprofon English Top Chart Mexico     | 8                 |